# Энергетик (футбольный клуб, Нурек)
Энергетик — советский и таджикский футбольный клуб из Нурека. Основан не позднее 1966 года.

## История
В советское время выступал в 1966—1970 годах в соревнованиях команд мастеров, в остальные годы — на уровне коллективов физкультуры.
В независимом Таджикистане выступал в первой лиге под названиями «Барк» и «Нури Норак».

## Названия
- 1966—1969 — «Вахш»;
- 1969—1980 — «Энергетик»;
- ~2009—2012 — «Барк»;
- 2013—н. в. — «Нури Норак».

## Достижения
- Во второй лиге СССР — 9 место (в зональном турнире класса «Б» 1967 год).

## Результаты выступлений
| Сезон   | Турнир                                                          | Достижение |
| ------- | --------------------------------------------------------------- | ---------- |
| 1965/66 | Кубок СССР 1965/1966                                            | 1/512      |
| 1966    | Чемпионат СССР 1966, класс «Б», зона «Средняя Азия и Казахстан» | 18-е место |
| 1966/67 | Кубок СССР 1966/1967                                            | 1/512      |
| 1967    | Чемпионат СССР 1967, класс «Б», зона «Средняя Азия и Казахстан» | 9-е место  |
| 1967/68 | Кубок СССР 1967/1968, Средняя Азия, зона 4                      | 1/1024     |
| 1968    | Чемпионат СССР 1968, класс «Б», зона «Средняя Азия»             | 14-е место |
| 1969    | Чемпионат СССР 1969, класс «Б», зона «Средняя Азия»             | 22-е место |
| 1970    | Чемпионат СССР 1970, класс «Б», зона «Средняя Азия»             | 16-е место |
| 1980    | Кубок ВЦСПС                                                     | 1/16       |